# Mecanismo pivotante

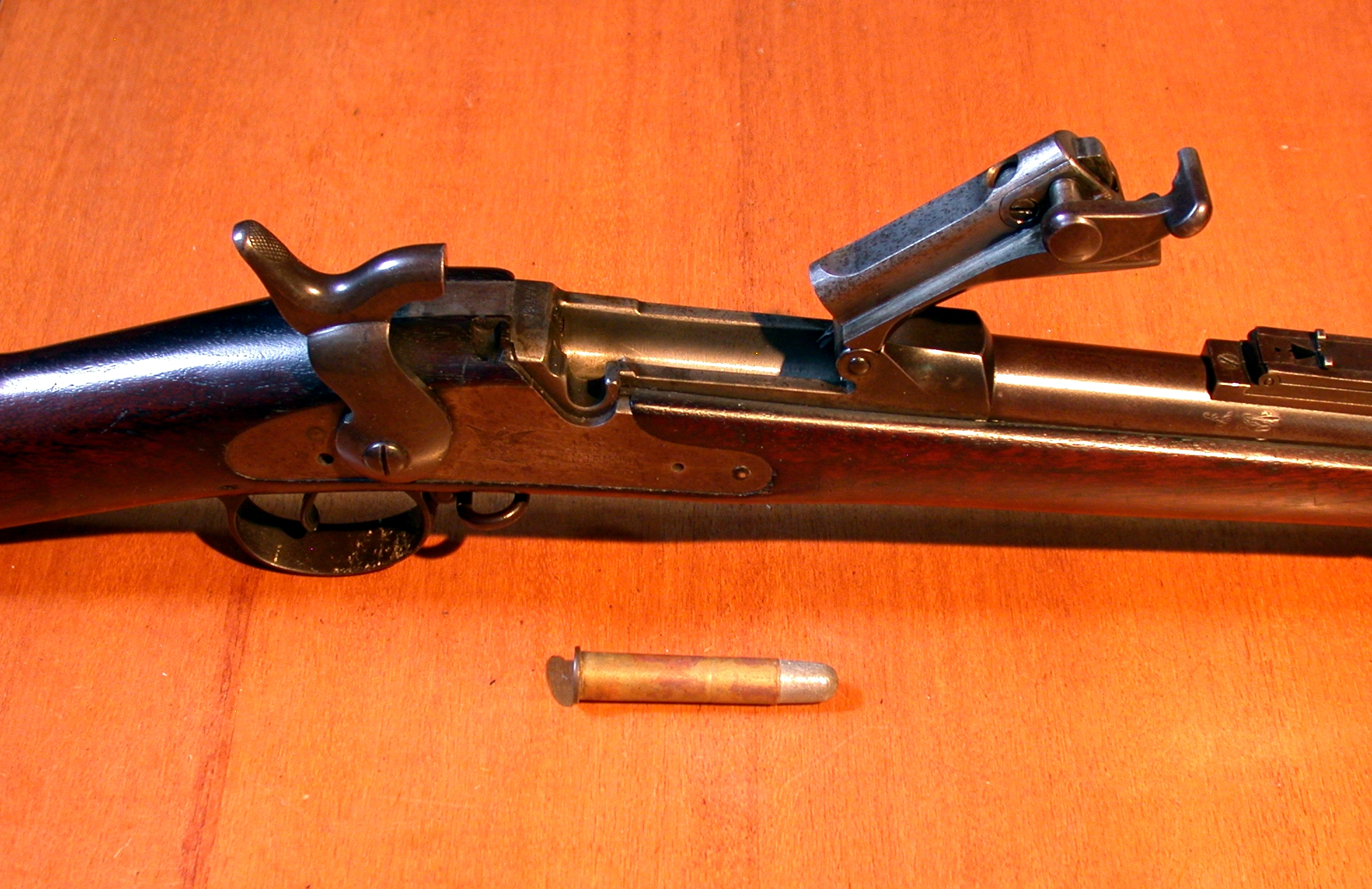
Un Springfield 1888, con el cierre abierto.

Un cierre pivotante, cierre de pestillo o cierre de bisagra es, en el entorno de armas de fuego, un tipo de mecanismo de retrocarga para fusiles o escopetas, que permite la recarga, utilizando un bloque de culata con bisagra, Este bloque pivota hacia arriba y hacia adelante, recordando el movimiento de una trampilla (de ahí el término inglés trapdoor). Los modelos Springfield 1865 y 1873 son los más conocidos de entre los primeros que emplearon este tipo de cierre.

## Especificaciones

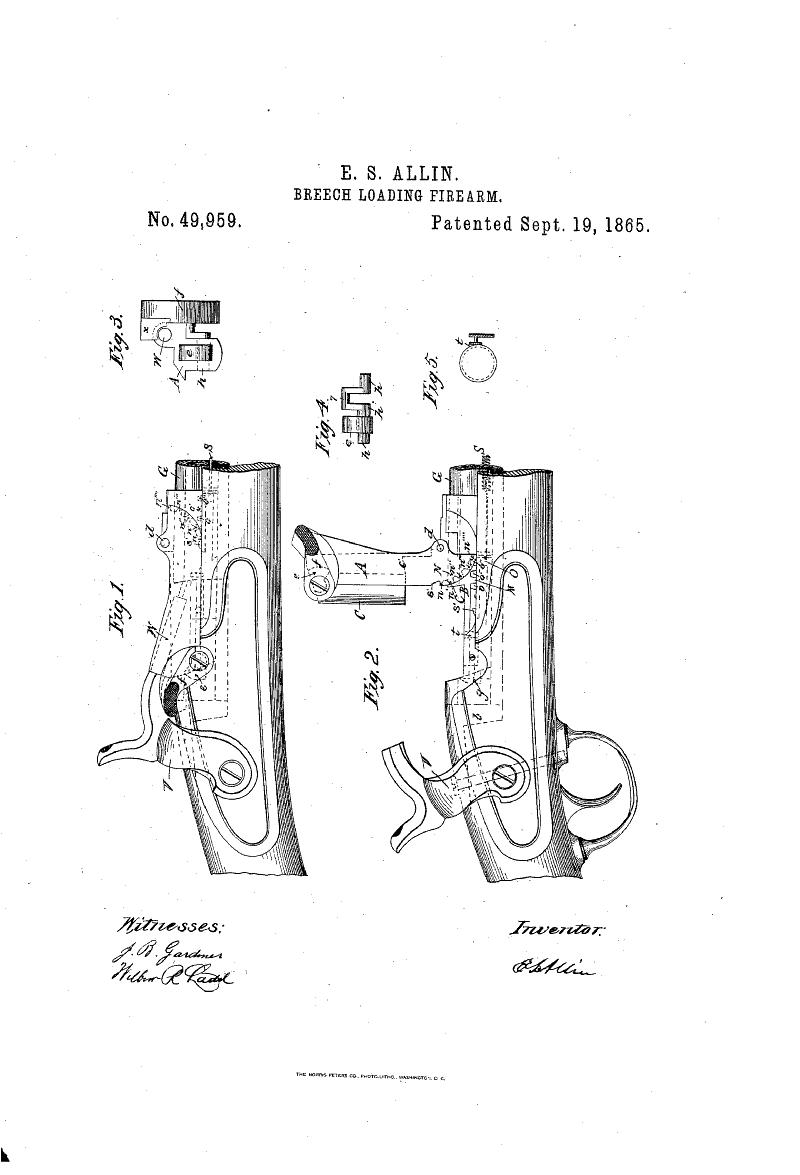
Patente de Erskine S.Allin para el cierre pivotante.

El mecanismo del cierre tenía una bisagra que lo hacía pivotar hacia arriba y hacia adelante al abrirlo para insertar un cartucho en la recámara, pareciéndose al movimiento de una trampilla. Debido a que la bisagra era la pieza que permitía pivotar al cierre para recargar, estos fusiles fueron llamados también "Springfield de bisagra".
La conversión de avancarga a retrocarga se llevó a cabo mediante la apertura de la parte superior de la recámara y la inserción de un cierre de bisagra unido a la parte superior del cañón. En la parte posterior del cierre, un retén accionado con el pulgar lo mantenía cerrado. El extractor tipo cremallera se accionaba automáticamente al abrir el cierre y regresaba a su posición inicial al llegar al final de su recorrido. El percutor (tipo aguja) estaba situado dentro del cierre. Hubo que mecanizar la nariz del martillo a un ángulo adecuado, para que golpeara correctamente el percutor.
Aproximadamente 5.000 fusiles de avancarga Modelo 1861 de la Guerra de Secesión fueron transformados a retrocarga en el Arsenal de Springfield en 1866. Pronto quedó en evidencia que muchas de las pequeñas piezas del mecanismo de su cierre no iban a tener una larga vida útil, y que el mecanismo era demasiado complicado para ser usado en un servicio normal. Por lo tanto, antes de terminar de fabricar toda la serie del pedido inicial del Modelo 1865, ya se estaba probando un fusil menos complejo. Esto hizo que el Modelo 1865 fuese llamado "Primer Allin" (por el nombre del autor) y que el siguiente modelo revisado, el Springfield Modelo 1866, fuese llamado "Segundo Allin".
El Springfield Modelo 1865 disparaba el cartucho de percusión anular .58-60-500, con el mismo calibre de la bala Minié de la Guerra de Secesión que originalmente empleaban estos fusiles.
El Modelo 1865 se volvió obsoleto rápidamente, la mayoría de ellos fueron vendidos en la década 1870 a varios comerciantes de armas estadounidenses. En aquel entonces, en los Estados Unidos, había una gran demanda de fusiles cortos tipo cadete. Para satisfacer esta demanda, los comerciantes cortaron los cañones y las culatas para producir fusiles cortos con cañones de 840 mm (33 pulgadas) y 910 mm (36 pulgadas). También se adelgazaban las empuñaduras para que pudieran ser manejados por los cadetes.

## Proceso de selección

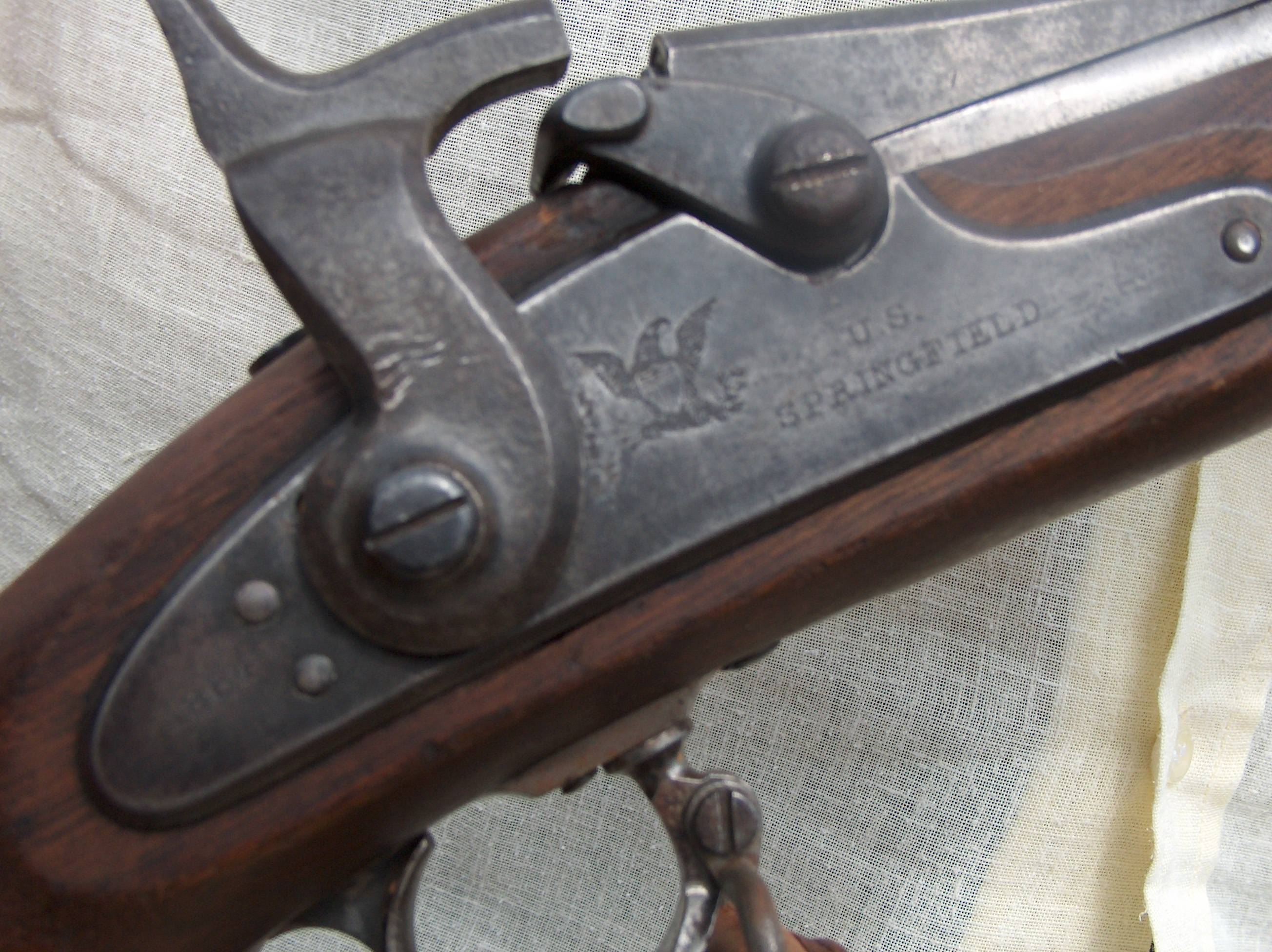
Acercamiento del cierre de un Springfield 1866.

En 1872-1873 una junta militar, encabezada por el general de brigada Alfred H. Terry, llevó a cabo un examen y calificación de 99 fusiles de varios fabricantes nacionales y extranjeros, incluidos los de Springfield, Sharps, Peabody, Whitney, Spencer, Remington y Winchester de acuerdo con las especificaciones de un sistema de retrocarga para fusiles y carabinas del ejército de los Estados Unidos.
Los ensayos incluyeron pruebas de: fiabilidad, precisión de tiro, cadencia de disparo y capacidad para soportar condiciones adversas. Se probaron sistemas monotiro y de repetición con diversos tipos de cargadores, pero, en ese momento, se consideró que el fusil monotiro era más fiable. Las pruebas de disparo se realizaron en la Springfield Armory y en la Governor's Island, donde la cadencia de disparo promedio del Springfield fue de 8 disparos/minuto para nuevos reclutas y de 15 disparos/minuto para soldados experimentados. La junta recomendó el "Springfield No. 99", que se convirtió en el Modelo 1873.
Después de considerables pruebas, el prototipo desarrollado por Erskine S. Allin de Springfield Armory, aprobado por el gobierno, fue elegido por su simplicidad y por el hecho de que podía llevarse a cabo modificando los fusiles Springfield Modelo 1863 existentes. Estas modificaciones costaban alrededor de $5 por fusil, que supuso un ahorro significativo en un momento en que los fusiles nuevos costaban alrededor de 20$ cada uno. La patente N° 49.959, describiendo el diseño, fue expedida a Erskine S. Allin el 19 de septiembre de 1865.

## En la ficción
Los fusiles Springfield con esta modificación ¨The Gun That Made One Man The Equal Of Five¨, son decisivos en el epílogo de la acción en la película el honor del Capitán Lex, (sirven para acabar con los ladrones que roban caballos para los confederados).